# Dioncofil·làcies
Dioncophyllaceae és una família de plantes amb flors que conté 3 espècies de lianes i són plantes natives dels boscos plujoso d'Àfrica occidental.
Les seves parentes més properes són de la família Ancistrocladaceae. Ambdues famílies es troben dins un clade de plantes carnívores principalment. Aquest clade també inclou les famílies Droseraceae i Nepenthaceae, com també les Drosophyllaceae.
Elmembre més conegut de la família és la planta carnívora Triphyophyllum peltatum, malgrat que la família conté també dues espècies més: Habropetalum dawei i Dioncophyllum thollonii.

## Història de la classificació
El Sistema de Cronquist (1981) ubicava aquesta família dins l'ordre Violales.
L'APG II system, de 2003 reconeix aquesta família i l'assigna a l'ordre Caryophyllales dins el clade core eudicots.